# Kolek"ëgan
Il Kolek"ëgan o Kolik"ëgan (in russo  Колекъёган, Коликъёган?, anche: Колекъеган, Колик-Ёган, Колик-Еган) è un fiume della Russia siberiana, affluente di destra del fiume Vach. Scorre nel bassopiano della Siberia occidentale, all'interno del Nižnevartovskij rajon del Circondario autonomo degli Chanty-Mansi-Jugra.
Il nome del fiume in lingua chanti significa "fiume corvo".

## Descrizione
Il fiume, che ha origine dagli Uvali siberiani, scorre mediamente in direzione sud-occidentale e incontra il Vach a 195 km dalla sua foce, presso l'insediamento di Ust'-Kolek"egan (Усть-Колекъеган).
La lunghezza del Kolek"ëgan è di 457 km. L'area del suo bacino è di 12 200 km². La portata media annua del fiume, a 176 km dalla foce, nei pressi dell'insediamento di Kolek"egan (Колекъеган), è di 65,12 m³/s. La larghezza del suo canale nella parte centrale e inferiore varia dai 70 a 150 m.
Principali affluenti: Ochogrigol (Охогр-Игор) da destra; Ëchkan"ëgan (Ехканъёган), Aj-Kolek"ëgan (Ай-Колекъёган) e Lung"ëgan (Лунгъёган) da sinistra.
Il bacino del Kolek"ëgan è il luogo di residenza di piccoli gruppi etnici del nord, che lo usano come terreno di caccia. L'area inter-fluviale tra il Kolek"ëgan e il Sabun è una zona di torbiere che copre 12 885 chilometri quadrati. È una zona umida che rientra nella Convenzione di Ramsar ed è zona di sosta estiva per gli uccelli acquatici.
Il fiume dà il nome al giacimento petrolifero «Verchnelolik-Eganskoe» (Верхнеколик-Еганское нефтяное месторождение).